# Nen Sothearath
Nen Sothearath (24 dicembre 1995) è un calciatore cambogiano, di ruolo difensore.

## Carriera

### Club
Inizia a giocare nel 2012 con il Preah Khan Reach.

### Nazionale
Ha esordito in Nazionale nel 2012.